# Union Rugby Club de Dumbéa
Dernière mise à jour : 28 août 2015.
L'Union Rugby Club de Dumbéa est un club néo-calédonien de rugby à XV basé dans la ville de Dumbéa. Fondé en 2009, l'URC Dumbéa remporte pour la première fois le championnat néo-calédonien en 2015.

## Équipement sportif
Les matches se disputent au Parc des Sports de Koutio à Dumbéa.

## Partenariat
Depuis 2012, le club est en partenariat avec le club métropolitain de Toulouse, le Stade toulousain par l'intermédiaire du néo-calédonien Abraham Tolofua et de Philippe Rougé-Thomas. De jeunes joueurs rejoignent ainsi le centre de formation du Stade toulousain, tels que Peato Mauvaka ou Rodrigue Neti. Le magazine sportif Intérieur sport de Canal plus réalise un reportage sur ce partenariat intitulé "Lointain Horizon".
En 2017, la ligue nationale de rugby créé un pôle espoir à Dumbéa en partenariat avec le lycée du Grand Nouméa.

## Palmarès
- Champion de Nouvelle-Calédonie en 2015
- Coupe de Nouvelle-Calédonie en 2013